# Gilbert Anselme Girouard
Gilbert Anselme Girouard (26 oktober 1846 - 13 januari 1885) was een algemene koopman en een politiek figuur in New Brunswick, Canada. Hij vertegenwoordigde Kent in het Canadese House of Commons van 1878 tot 1883 als een liberaal-conservatief lid.
Girouard werd geboren in Bouctouche en opgeleid aan het St. Joseph's College in Memramcook. In 1872 trouwde hij met Sophia Baker en stierf op zijn 38ste aan tuberculose.